# Araiz
Araiz (em castelhano) ou Araitz (em basco) é um município da Espanha na província e comunidade autónoma de Navarra. Tem 38,81 km² de área e em 2021 tinha 512 habitantes (densidade: 13,2 hab./km²).

## Demografia
| Variação demográfica do município entre 1991 e 2004 | Variação demográfica do município entre 1991 e 2004 | Variação demográfica do município entre 1991 e 2004 | Variação demográfica do município entre 1991 e 2004 |
| --------------------------------------------------- | --------------------------------------------------- | --------------------------------------------------- | --------------------------------------------------- |
| 1991                                                | 1996                                                | 2001                                                | 2004                                                |
| 631                                                 | 613                                                 | 587                                                 | 581                                                 |